# G 192-13
G 192-13是一顆位於鹿豹座附近的紅矮星，距離地球25.2光年。